# Gesamtstrafe
Die Bildung einer Gesamtstrafe ist die im deutschen und schweizerischen Strafrecht festgelegte Vorgehensweise, wenn mehrere Taten, die zueinander im Verhältnis der Tatmehrheit stehen, zu bestrafen sind.

## Deutschland

### Voraussetzungen der Gesamtstrafenbildung
Voraussetzung einer Gesamtstrafenbildung ist gemäß § 53 StGB, dass mehrere Straftaten eines Täters gleichzeitig abgeurteilt werden. Bei tateinheitlichen Taten stellt sich die Frage der Gesamtstrafenbildung daher nicht, weil hier durch eine Tat mehrere Strafgesetze oder dasselbe Strafgesetz mehrfach verletzt sind, sodass auch nur eine Strafe auszusprechen ist.

### Bildung der Gesamtstrafe
Die Bildung der Gesamtstrafe ist im Einzelnen in § 54 StGB geregelt.
Ist mindestens eine der Einzelstrafen die lebenslange Freiheitsstrafe, so ist als Gesamtstrafe lebenslange Freiheitsstrafe zu verhängen. Übersteigt die Summe der verhängten Strafen 15 Jahre, ohne dass eine lebenslange Freiheitsstrafe für eines der abgeurteilten Delikte verhängt wurde, so wird eine Gesamtstrafe gebildet, die 15 Jahre nicht übersteigen darf, aber kürzer sein kann (vgl. unten).
Eine Gesamtgeldstrafe wird nach Tagessätzen nach dem gleichen Schema gebildet wie bei der Gesamtfreiheitsstrafe. Sie kann bis zu 720 Tagessätze betragen.
Die Bildung einer Gesamtvermögensstrafe kommt wegen der Verfassungswidrigkeit der Vermögensstrafe nicht mehr in Betracht.
Die Bildung der Gesamtstrafe erfolgt nach dem Asperationsprinzip durch angemessene Erhöhung der höchsten Einzelstrafe (sog. Einsatzstrafe). Welche Erhöhung angemessen ist, muss jeweils aufgrund der Umstände des Einzelfalles ermittelt werden, wobei etwa die Persönlichkeit des Täters und der Zusammenhang der einzelnen Taten eine Rolle spielen. Die Gesamtstrafe darf gemäß § 54 Abs. 2 Satz 1 StGB die Summe der Einzelstrafen nicht erreichen. Bestehen die Einzelstrafen aus Geldstrafen und Freiheitsstrafen ist die Gesamtstrafe Freiheitsstrafe, ein Tagessatz Geldstrafe entspricht einem Tag Freiheitsstrafe (§ 54 Abs. 1 Satz 2 und Abs. 3 StGB).
In der Praxis wird zur Berechnung der Gesamtstrafe häufig eine Faustformel angewandt: Die Einsatzstrafe wird um die Hälfte der Summe der weiteren Einzelstrafen erhöht. Nach Ansicht des Bundesgerichtshofs ist es aber unzulässig, die Gesamtstrafe rein rechnerisch zu ermitteln. Es kann also nicht ohne weiteres die „Einsatzstrafe plus die Hälfte vom Rest“ als Gesamtstrafe verhängt werden, sondern es muss in jedem Einzelfall danach gefragt werden, welche die angemessene Straferhöhung ist.

#### Gesamtstrafenbildung durch Urteil
Grundsätzlich ist die Gesamtstrafe im Urteil zu bilden. Dabei ist es gleichgültig, ob das Gericht über alle Einzeltaten zu befinden hat, oder Strafen, die durch frühere, rechtskräftig gewordene Urteile verhängt worden sind, in die Gesamtstrafe einbezogen werden müssen (§ 55 StGB).
Das Urteil weist im Urteilstenor zwar nur die Gesamtstrafe aus, die Entscheidungsgründe müssen jedoch erkennen lassen, welche Einzelstrafen verhängt worden sind.

#### Nachträgliche Bildung der Gesamtstrafe
Die nachträgliche Gesamtstrafenbildung ist geregelt in § 55 StGB. Die Norm schafft einen Ausgleich dafür, dass mehrere Taten nicht zusammen abgeurteilt wurden, obwohl sie theoretisch gemeinsam hätten abgeurteilt werden können. Der „Vorteil“ bei gemeinsamer Aburteilung liegt für den Täter darin, dass eine Gesamtstrafe zu bilden ist (§ 54 StGB) und diese die Summe der Einzelstrafen nicht erreichen darf. Es gibt aber auch Konstellationen, in denen sich die Bildung der Gesamtstrafe für den Täter nachteilig auswirkt.
Voraussetzung für die nachträgliche Gesamtstrafenbildung ist gemäß § 55 Abs. 1 StGB eine frühere Verurteilung.
Beispiel: A bestiehlt B am 1. Januar 2009. Einen Monat später, am 1. Februar 2009, schlägt A den C. Im März 2009 wird A wegen Körperverletzung angeklagt und zu einem Jahr auf Bewährung verurteilt.
Im April 2009 findet der Prozess wegen des Diebstahls statt. A wird wegen dieser Tat zu 6 Monaten auf Bewährung verurteilt.
Wären beide Taten gemeinsam verhandelt worden, so wäre eine Gesamtstrafe zu bilden gewesen, § 53 StGB. Diese hätte die Summe der Einzelstrafen (also hier ein Jahr und sechs Monate) nicht erreichen dürfen. Der Täter steht im geschilderten Fall also schlechter, als in dem Fall, in dem man beide Taten zugleich abgeurteilt hätte.
§ 55 StGB soll dieses Ergebnis verhindern. Seine Voraussetzungen sind, dass die frühere Verurteilung (die aus März 2009) weder vollstreckt noch verjährt oder erlassen ist und der Angeklagte jetzt wegen einer Straftat verurteilt wird, die er vor der früheren Verurteilung begangen hat (Diebstahl geschah im Januar und damit vor der Verurteilung der Körperverletzung im April).
Beide Voraussetzungen liegen im geschilderten Fall vor.
Allerdings gelingt auch unter Heranziehung von § 55 StGB eine Gleichbehandlung der sukzessiven mit der gleichzeitigen Aburteilung nicht immer. Gegebenenfalls ist im Rahmen der Strafzumessung dann ein Härtefall- oder Nachteilsausgleich vorzunehmen.

#### Nachholung der unterlassenen nachträglichen Gesamtstrafenbildung
Es kommt vor, dass bei Ergehen eines Urteils das Gericht keine Kenntnis von der Existenz einer anderen, rechtskräftig verhängten Strafe hatte, sodass die Gesamtstrafenbildung unterbleibt, obwohl die Voraussetzungen des § 55 StGB vorgelegen hätten.
Für diesen Fall sieht § 460 StPO vor, dass die verhängten Strafen nachträglich auf eine Gesamtstrafe zurückzuführen sind. Zuständig für diese Entscheidung ist üblicherweise dasjenige Gericht, das die höchste Einzelstrafe verhängt hat. Wären für diesen Fall mehrere Gerichte zuständig, so fällt die Zuständigkeit dem Gericht zu, dessen Urteil zuletzt ergangen ist (§ 462a Abs. 3 StPO). Die Entscheidung ergeht im schriftlichen Verfahren durch Beschluss; sie ist mit der sofortigen Beschwerde anfechtbar.

#### Jugendstrafrecht
Im Jugendstrafrecht wird keine Gesamtstrafe, sondern eine Einheitsstrafe (§ 31 JGG) verhängt, was de lege ferenda selbst vom Bundesgerichtshof als vorzugswürdige Regelung bezeichnet wurde.

## Schweiz
Nach schweizerischem Strafgesetz wird der Täter, sofern er durch eine oder mehrere Handlungen die Voraussetzungen für mehrere gleichartige Strafen erfüllt, zur Strafe der schwersten Straftat verurteilt, welche angemessen erhöht wird, jedoch nicht mehr als um die Hälfte (Art. 49 StGB – Konkurrenz).